# NF-κB
NF-κB (nuclear factor 'kappa-light-chain-enhancer' of activated B-cells) ist ein spezifischer Transkriptionsfaktor, der in praktisch allen tierischen Zelltypen und Geweben vorkommt. Über die Bindung an bestimmte regulatorische Abschnitte der DNA kann er die Transkription abhängiger Gene beeinflussen.

## Bedeutung
NF-κB ist von großer Bedeutung für die Regulation der Immunantwort, der Zellproliferation und des Zelltodes. Die Aktivierung von NF-κB gilt als kritisch für die Entstehung von Entzündungen. Schließlich erfüllt NF-κB wichtige Funktionen im Bereich der Entwicklung des Immunsystems und der lymphatischen Organe.
Die Rolle von NF-κB in anderen Zusammenhängen (z. B. im Nervensystem) ist Gegenstand gegenwärtiger Forschung.
Aufgrund seiner vielfältigen Funktionen wird NF-κB auch mit zahlreichen Erkrankungen in Zusammenhang gebracht. Dabei ist vielfach unklar, inwieweit die Aktivierung von NF-κB tatsächlich kausal in den Krankheitsprozess eingreift. Bei einigen Arten von Krebserkrankungen wird eine solche Rolle zunehmend als wahrscheinlich angesehen, so dass Bestandteile des NF-κB-Signalweges inzwischen wichtige Zielstrukturen für die Entwicklung neuer Medikamente geworden sind.

## Struktur
Es handelt sich bei NF-κB nicht um ein einzelnes Protein, sondern um fünf bzw. sieben verschiedene Proteine, deren gemeinsames Kennzeichen eine Domäne von etwa 300 Aminosäuren ist, die sogenannte Rel-Homologie-Domäne. Jeweils zwei Untereinheiten können in unterschiedlichen Kombinationen aneinanderbinden und auf diese Weise Dimere bilden. Die fünf bzw. sieben bei Säugetieren derzeit bekannten Untereinheiten von NF-κB sind (Alternativbezeichnung in Klammern):
1. NF-κB1 (p50 bzw. p105): UniProt P19838
2. NF-κB2 (p52 bzw. p100): UniProt Q00653
3. RelA (p65): UniProt Q04206
4. RelB: UniProt Q01201
5. c-Rel: UniProt Q04864

Aus den Genen für NF-κB1 und NF-κB2 können jeweils zwei Proteine hergestellt werden, die sich in ihrer Länge unterscheiden und entsprechend ihrer Molekülmasse benannt werden. RelA, RelB und c-Rel werden auch als Rel-Proteine bezeichnet und enthalten – im Gegensatz zu NF-κB1 und NF-κB2 – neben der Rel-Homologie-Domäne auch noch mindestens eine Transaktivierungsdomäne. Obwohl viele verschiedene Dimere möglich sind, beobachtet man sehr häufig eine Kombination aus einem Nicht-Rel-Protein (NF-κB1 oder NF-κB2) und einem Rel-Protein; klassisches Beispiel ist das p50/RelA-Heterodimer. Derartige Heterodimere wirken aufgrund der Transaktivierungsdomäne der Rel-Proteine aktivierend, während für Dimere ohne Beteiligung von Rel-Proteinen eine hemmende Funktion beschrieben ist (v. a. für p50/p50).

## Funktionsweise
NF-κB kann an ein spezifisches DNA-Motiv von etwa zehn Basenpaaren, das sogenannte κB-Motiv, binden. Das κB-Motiv wurde an zahlreichen regulatorischen Bereichen in der DNA nachgewiesen und unterliegt einer gewissen Variabilität, die eine Feinregulation hinsichtlich der unterschiedlichen NF-κB-Dimere erlaubt. Die Bindung von NF-κB an das DNA-Motiv führt in den allermeisten Fällen zu einer verstärkten Transkription der davon abhängigen Gene; je nach Dimerzusammensetzung beobachtet man auch seltener eine Repression der Transkription. Man geht derzeit davon aus, dass – größenordnungsmäßig – in etwa 500 verschiedene Gene von NF-κB reguliert werden. Darunter fallen viele Zytokine und Adhäsionsmoleküle, die eine bedeutende Rolle bei der Regulation des Immunsystems spielen.

## Regulation und Einordnung in zelluläre Signalwege
In einigen wenigen Zelltypen ist NF-κB immer im Zellkern vorhanden und damit konstitutiv (d. h. ohne Einwirkung von äußeren Stimuli) aktiv. Dies betrifft beispielsweise B-Lymphozyten und dendritische Zellen. In den meisten anderen Zelltypen dagegen liegt NF-κB inaktiv im Zytoplasma vor und hat deswegen keinen Zugang zu der im Zellkern befindlichen DNA. Diese Retention im Zytoplasma wird erreicht durch inhibitorische κB-Proteine (IκBα), die an NF-κB binden und es so deaktivieren.
Zu den Stimuli, die eine Aktivierung von NF-κB auslösen können, zählen Wachstumsfaktoren, Zytokine (z. B. TNF-α und IL-1β), aber auch bakterielle und virale Antigene (z. B.  Lipopolysaccharide oder doppelsträngige RNA) und chemisch-physikalische Noxen (Bsp.: UV-Strahlung, freie Radikale). Eine derartige Stimulation bewirkt eine Änderung der Aktivität zellulärer Signalwege, die häufig durch Phosphorylierung vermittelt werden. Unter den für NF-κB bedeutsamen Signalwegen ist auch der MAP-Kinase-Weg wichtig.
Die gemeinsame Endstrecke der Aktivierung von NF-κB besteht in der Aktivierung des IκBα-Kinase-Komplexes (IKK), der die IκBα-Proteine phosphoryliert und damit deren Ubiquitinierung und Abbau durch das Proteasom einleitet. NF-κB-Moleküle werden somit von ihren Inhibitoren freigesetzt und können nun in den Zellkern gelangen, wo sie ihre spezifischen Funktionen ausüben. IκBα wird schnell resynthetisiert um erneut seine inhibitorische Kontrolle von NF-κB aufzunehmen.
Charakteristisch für NF-κB ist die schnelle Aktivierung, die schon wenige Minuten nach der Stimulation einsetzt. Dies ist darauf zurückzuführen, dass keine zeitaufwendige Synthese neuer Proteine für die Aktivierung notwendig ist, liegt NF-κB doch bereits funktionsbereit-inhibiert im Zytoplasma vor, sodass nur noch der spezifische Inhibitor proteolytisch abgebaut werden muss. Ein weiteres Kennzeichen von NF-κB ist seine geringe Spezifität, denn die Gene unter seiner Kontrolle sind überaus zahlreich. Diese Charakteristika prädestinieren NF-κB für den Einsatz bei Prozessen, die eine schnelle und umfassende Änderung der Gentranskription erforderlich machen.
Außer NF-κB werden weitere Transkriptionsfaktoren über ihre subzelluläre Lokalisation (inaktiv im Zytoplasma, aktiv im Zellkern) reguliert und deswegen auch als latente zytoplasmatische Faktoren bezeichnet.

### Beispiele für durch NF-κB regulierte Gene

#### Cyclooxygenase-2 (COX-2)
Die Cyclooxygenase-2 wird durch NF-κB verstärkt transkribiert. NF-κB ist damit ein intrazellulärer Weg, über den TNF-α und IL-1β zur vermehrten Bildung von Prostaglandin-E2 führt.
Ähnlich wird das Interleukin-6 durch NF-κB verstärkt transkribiert.

### Beispiele für natürliche Inhibitoren von NF-κB
Natürliche Inhibitoren von NF-κB sind  z. B.: Allicin, Genistein, Quercetin, Curcumin, Ginkgo, EGCG und Tocotrienole. Diese Stoffe sind die wirksamen Bestandteile von Knoblauch, Soja, Zwiebeln, Gelbwurz (Kurkuma), Ginkgo, grünem Tee und rotem Palmöl.
Für Extrakte aus Oregano, Kaffee, Thymian, Gewürznelke und Walnuss wurde sowohl in vitro als auch im Tierversuch eine deutliche Senkung überhöhter NF-κB-Werte nachgewiesen.